# 地利村 (南投縣)
地利村（布農語：Tamazuan）是臺灣南投縣信義鄉的一個村，位於該鄉北部濁水溪流域，東依花蓮縣萬榮鄉，西接潭南村與水里鄉，南鄰雙龍村，北與仁愛鄉接壤。村內有地利（達瑪巒）等聚落。

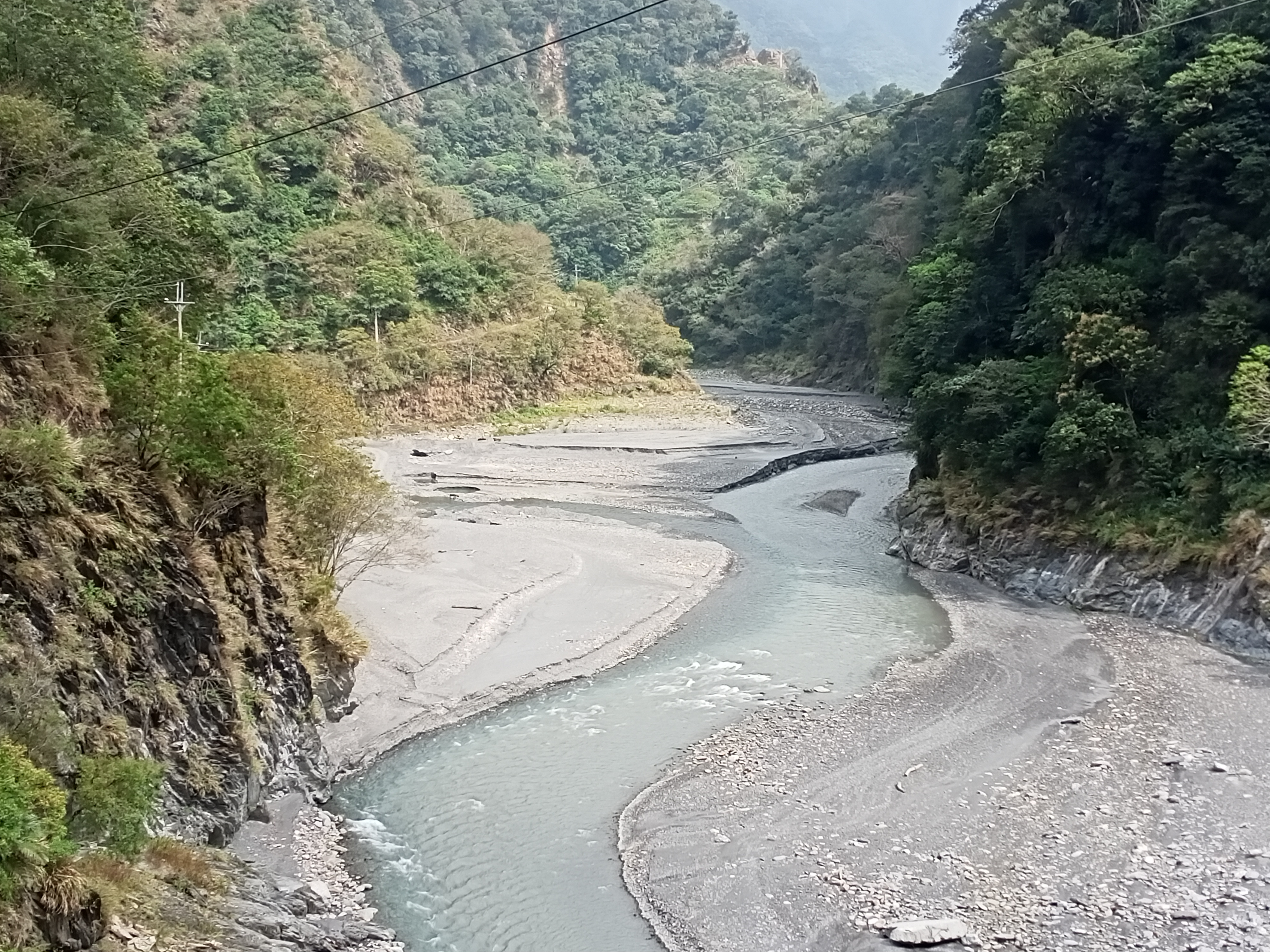
丹大溪與濁水溪的匯流處（合流坪）

## 交通動線
- 臺16線（達瑪巒橋、孫海橋（已毀））
- 投63線
- 丹大林道

## 設施與景點

### 地利
由日治時期的タマロワン社（達瑪巒）、バクラス社（巴庫拉斯）、ブンブン社（硼硼）、カネトワン社（加年端）與テルサン社（帖鹿桑）五部落所組成。
| - 臺灣基督長老教會中布中會青雲教會 - 中華臺灣基督教曠野協會南投區會地利教會 - 天主教臺灣教省臺中教區地利教會 - 南投縣政府警察局信義分局青雲派出所 - 南投縣立地利國民小學 - 二分所（丹大林道管制哨） | - 海天寺 - 黑黑谷吊橋 - 蘇斯共（東龍）吊橋 - 土虱灣（久久安） - 巴庫拉斯 - 合流坪（五里亭） |

## 自然景觀
| - 濁水溪（黑黑谷瀑布） - 卡社溪（丹絲瀑布） - 丹大溪 - 黑黑谷瀑布 - 黑水塘（黑水塘山屋） | \| - 竹墓山 - 分分山 - 卡社山 - 冠山 - 卓社大山 - 牧山 \| - 雙子山 - 坡羅沙金山 - 火山 - 鳶山 - 北丹大山 - 六順山 \| |
| - 竹墓山 - 分分山 - 卡社山 - 冠山 - 卓社大山 - 牧山                                      | - 雙子山 - 坡羅沙金山 - 火山 - 鳶山 - 北丹大山 - 六順山                                                              |